# Isole di Lavezzi

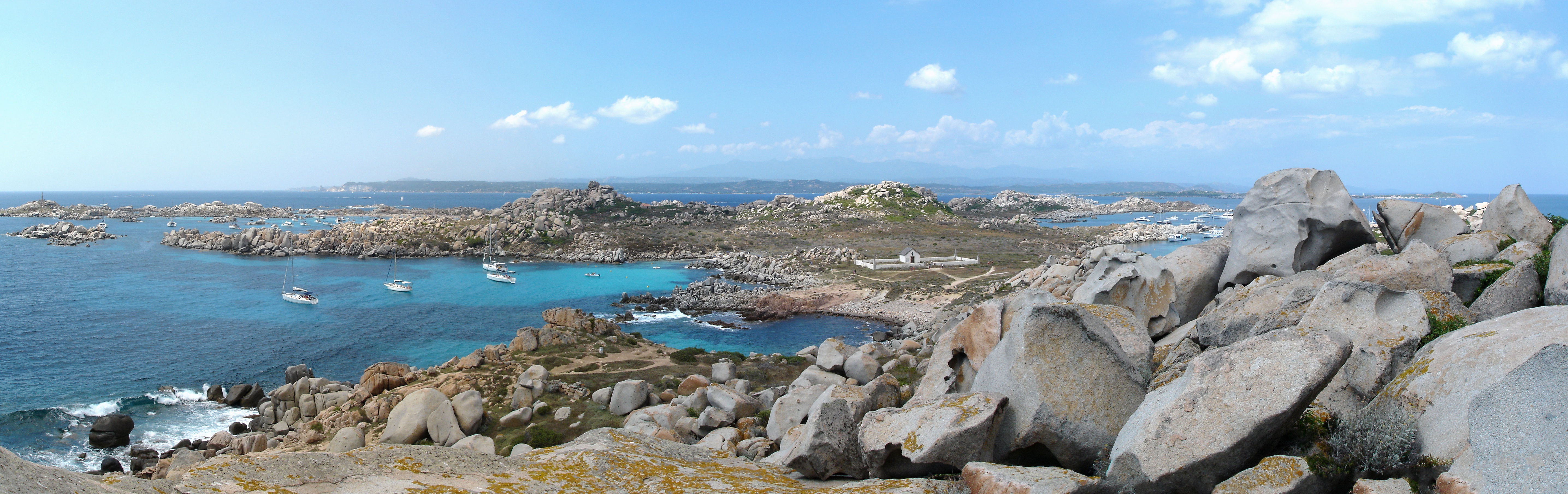
Panorama delle Isole di Lavezzi

Lavezzi è un'isola posta al centro delle Bocche di Bonifacio e rappresenta (assieme al piccolo arcipelago di scogli che la circonda), il punto più meridionale della Francia metropolitana. È nota anche come i Lavezzi, oppure gli scogli di Lavezzi, se citata riferendosi anche al gruppo di scogli che la circondano.

## Geografia fisica
Dipende amministrativamente dal comune di Bonifacio (Corsica) e non è lontana da Razzoli, nell'Arcipelago di La Maddalena (Sardegna).

Sull'isola è presente un faro e il rilievo più alto dell'intero arcipelago è di circa 17 metri che, sempre nell'insieme dei lotti emersi, non sono lontani più di 3,6 km dalla costa della Corsica.
Situati a non più di 5-15 miglia dai siti più noti (7 km dal capo Pertusato), come piccolo arcipelago sono considerati di grande bellezza e di straordinario valore naturalistico. Sono oggetto di intensa frequentazione turistica e hanno come principali attrattive le acque, le cale, l'avifauna e la flora (sia emersa che acquatica).

L'intero arcipelago fa parte della Réserve naturelle des Bouches de Bonifacio che, insieme al Parco nazionale dell'Arcipelago di La Maddalena, costituisce il Parco internazionale delle Bocche di Bonifacio.
Vicinissimi anche all'isola di Cavallo, condividono con questa uno stretto passaggio scoglioso, in passato teatro di numerosi naufragi, uno dei quali, nel 1855, causò circa 700 morti nell'incidente della Sémillante, una fregata francese, le cui vittime sono sepolte in due piccoli cimiteri posti sull'isola principale.

## Subacquea

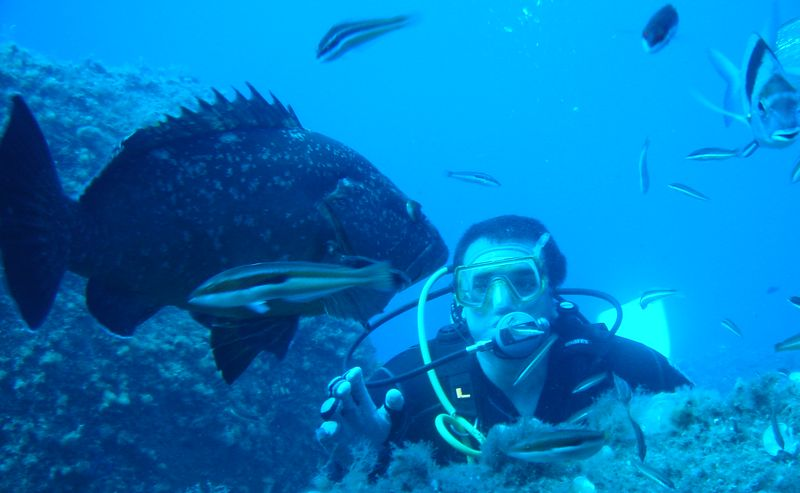
Immersione a Merouville

Nelle acque di Lavezzi si pratica una non comune attività subacquea, che consiste nell'immersione subacquea finalizzata all'incontro pacifico con la cernia bruna, che avviene a una profondità che varia dai 20 fino ai 35 metri, dove ne vive un numeroso gruppo.

### Merouville
Mérouville (la città delle cernie), è il nome in francese dato a una secca di Lavezzi dai numerosi subacquei che la frequentano. La si può raggiungere via barca o gommone partendo dall'isola di La Maddalena o da Bonifacio, con circa 25 minuti di navigazione. Le coordinate del sito sono 41°20'6"N e 9°18'48"E (rilevazione 2006).
Da diversi anni queste acque sono diventate riserva marina; pertanto, essendone proibita la caccia subacquea e ogni altra forma di pesca o di cattura, questi serranidi non temono l'uomo. È facile trovarli radunati intorno a uno sperone che risale dal fondo del mare, giungendo fino a 18 metri dalla superficie: nella sua parte superiore, chiamata dai sub "cappello della secca", ne vivono in permanenza una trentina, che si lasciano avvicinare senza dimostrare fastidio o paura.
I nati negli ultimi anni sono addirittura disposti ad avvicinarsi ai visitatori o a farsi avvicinare, con meno prudenza dei loro genitori, più voluminosi, dallo sguardo indagatore e lenti nei movimenti.
Da qualche tempo la direzione della riserva di Lavezzi sconsiglia ai subacquei di gettare o di porgere cibo alle cernie, poiché l'abitudine al cibo regalato incide negativamente sulle loro consuetudini alimentari.